# Chrysopa obesa
Chrysopa obesa är en insektsart som beskrevs av Navás 1929. Chrysopa obesa ingår i släktet Chrysopa och familjen guldögonsländor. Inga underarter finns listade i Catalogue of Life.